# Bierfabriek
De Bierfabriek is een ambachtelijke Nederlandse bierbrouwerij, café en restaurant. De bierfabriek telt twee vestigingen, een in Amsterdam en een in Almere. Enige tijd waren er ook vestigingen in Delft en Rotterdam.

## Achtergrond
De brouwerij werd in 2011 gestart door Andrea Possa, Harm van Deuren en Ronald Bolhuis, met een relatief kleine brouwinstallatie van 3 hectoliter per brouwsel. De brouwerij is opgericht in een oud pand aan het Rokin in Amsterdam. Het pad is een deel van het kantoorpand van de voormalige tabaksfirma B.H. Manus en werd omstreeks 1912-1913 ontworpen door Gerrit van Arkel. In 1961-1962 werd het grondig aangepast door de architect Piet Zanstra; de voorgevel bleef behouden, maar er kwamen twee verdiepingen bij. Tot ongeveer 2000 was er een verzekeringsbedrijf gevestigd. Daarna volgden 10 jaren van leegstand, waarna er verschillende projecten en organisaties in gevestigd werden. De huisvesting aan het Rokin was tijdelijk en op 1 oktober 2016 verhuisde de Bierfabriek naar een grotere locatie in het centrum.
In de jaren daarop breidde de Bierfabriek uit en kwamen er elders in het land drie extra vestigingen. Bierfabriek Delft opende zijn deuren in oktober 2014, in de vroegere Stadsleenbank, een rijksmonument aan Burgwal 45. In samenwerking met Apollo Hotels volgde in april 2017 een vestiging in Almere, en in februari 2021 opende de vierde en grootste vestiging, genaamd Stadshaven Brouwerij, in een voormalige historische fruitloods aan de Galileïstraat in Merwe-Vierhavens (M4H) van Rotterdam. In juli startte daar ook een horecazaak.
In 2024 verliep het huurcontract van het horecapand in Delft. Door tegenvallende omzet besloten de eigenaren van de Bierfabriek het contract met de verhuurder niet te verlengen en de Delftse vestiging af te stoten.

## Bieren
- Puur, 5,2%, pilsner
- Vals Alarm, 5,6%, amber
- Fabrieksgeheim, 5,8%, porter
- Schafttijd, IPA
- Snipperdag, blond